# L'Enfant Sauvage (canción)
«L'Enfant Sauvage» es el tema homónimo publicado por la banda Gojira, elegido como primer sencillo para presentar el álbum L'Enfant Sauvage. Fue lanzado el 27 de abril de 2012 junto con un video promocional.
El corte es otra muestra clara del poderío compositivo de los franceses. Es impresionante la atmósfera que consiguen crear con unos riffs hipnóticos, perfectamente ejecutados por los guitarristas Joe Duplantier y Christian Andreu. Mucho más rápida pero conservando la perpetua lentitud de pesadez con melodías limpias que sobresalen por encima de ritmos aplastantes hasta llegar a una ráfaga de blasts death metaleros dignos de From Mars to Sirius.

## Lista de canciones
| N.º | Título             | Duración |  |
| 1.  | «L'Enfant Sauvage» | 4:18     |  |

## Personal
- Joe Duplantier – voz, guitarra
- Christian Andreu – guitarra
- Jean-Michel Labadie – bajo
- Mario Duplantier – batería